# Lego Csoport
A LEGO Csoport (angolul: The Lego Group) a világhírű LEGO építőjáték gyártója. A magánvállalkozást 1932-ben Ole Kirk Christiansen indította el. A cég a világon a harmadik legnagyobb játékkészítő vállalat és mintegy 10 000 embert foglalkoztat világszerte. A LEGO a 20. század legsikeresebb játékává nőtte ki magát, és a gyermekjátékok körében ma is az egyik legkeresettebb termék.

## Története
1932-ben Ole Kirk Christiansen asztalosmester megalapította vállalkozását a dániai Billund községében. A cég fajátékokat gyártott és két évvel később vette fel a LEGO nevet, amely a dán „leg godt!” kifejezésből származik, ami azt jelenti: „játssz jól!”. 1947 után kezdett a ma is ismert műanyagból játékokat készíteni pénzügyi okokból. A játék legfőbb újdonsága az volt, hogy a többnyire négyszögletes építőelemek tetején „bütykök” helyezkedtek el, aljuk pedig lyukas volt. Ezzel az eljárással az egészen kis gyermekek is könnyen össze tudták őket nyomni, épp annyira, hogy ne essenek szét, de könnyen szét lehessen őket szedni. A korai időkben a szállítmányok legtöbbje visszatért, a helyi gyártósorok bezártak; az emberek úgy gondolták, hogy a műanyag játékok sohasem tudják felváltani a fából készülteket. 1954-ben az alapító fia, Godtfred Kirk Christiansen lett a The LEGO Group igazgatóhelyettese. Az ő javaslatára vizsgálták felül az akkor még problémás, gyakran nehezen kapcsolódó rendszert. 1958-ban született meg az igazi LEGO játék, aminek a minőségével már elégedett lehetett mind a vásárló, mind a gyártó. Sikerességét bizonyítja, hogy több mint 60 év után az akkori elemekkel a ma gyártottak is kompatibilisek. Közben nyílt egy csomagoló és összeszerelő üzem Svájcban, és egy üzem Jyllandon, ahol a LEGO gumiabroncsokat gyártják. A „Light & Sound” („fény és hang”) készletek 1986-ban jelentek meg, ezekhez elemtartók, lámpák, szirénák és egyéb hangkeltők tartoztak, melyek segítségével újabb részletekkel lehetett bővíteni a LEGO alkotásokat. Manausban, Brazíliában is ebben az évben nyílt meg egy LEGO gyár. 1970-re a billundi székhelyű cégnél több mint 900 alkalmazott dolgozott. A következő évtizedek jelentős bővülést és új kihívásokat hoztak mind a játékgyártás, mind a marketing területén. A lányokat először 1971-ben, a babaházak megjelenésekor célozták meg. 1972-ben a közlekedési lehetőségek is kibővültek, a vízen úszó hajótestek megjelenésével. Két évvel később az Amerikai Egyesült Államokban nyílt gyáregység, Entfieldben. 1990-ben a The LEGO Group bekerült a tíz legnagyobb játékgyártó közé, egyetlen európai cégként.